# فيرميليس
فيرميليس (بالفرنسية: Vermelles)‏ هي بلدية تقع في إقليم باد كاليه من منطقة نور با دو كاليه في شمال فرنسا. تبلغ مساحة هذه المدينة 10.39 (كم²)، وترتفع عن سطح البحر 43 م، يبلغ عدد سكانها 4496 نسمة حسب إحصاء المعهد الوطني للإحصاء والدراسات الاقتصادية سنة 2009 م. وترأس Jean-Marc Déalet البلدية خلال فترة (2008-2014).